# Berberis prolifica
Berberis prolifica är en berberisväxtart som beskrevs av Henri François Pittier. Berberis prolifica ingår i släktet berberisar, och familjen berberisväxter. Inga underarter finns listade i Catalogue of Life.